# José Mojica Marins

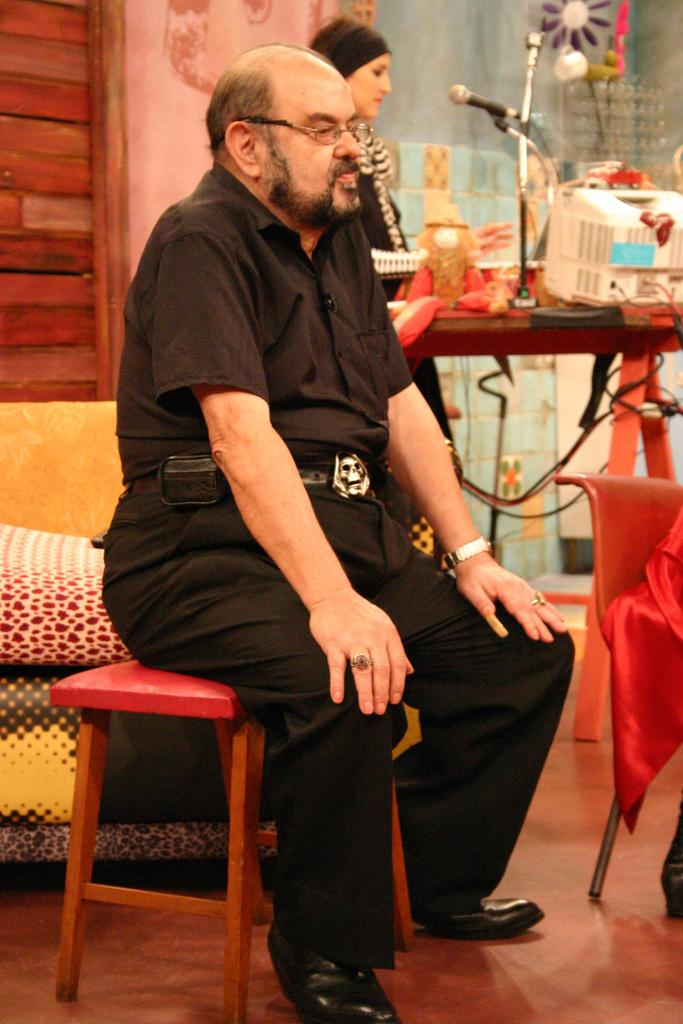
Mojica Marins no estúdio do Programa Novo, na TV Cultura.

José Mojica Marins OMC (São Paulo, 13 de março de 1936 – São Paulo, 19 de fevereiro de 2020) foi um cineasta, ator, apresentador e roteirista de cinema e televisão brasileiro. É considerado o "pai" do terror nacional, tendo sua obra grande importância para o gênero e influenciando várias gerações. Seu icônico personagem Zé do Caixão, interpretado pelo próprio Mojica, está presente em diversos de seus filmes e é responsável por tê-lo tornado mundialmente conhecido.
Embora seja associado principalmente ao seu trabalho no horror, rodou diversas produções cujos gêneros variam entre faroestes, dramas, aventura, pornochanchada, entre outros. Mojica desenvolveu um estilo próprio de filmar que, inicialmente desprezado por parte da crítica nacional, passou a ser reverenciado após seus filmes começarem a ser considerados cult no circuito internacional. Mojica é considerado como um dos inspiradores do movimento marginal no Brasil, e era reverenciado, enquanto cineasta, por pares como Luis Sergio Person, Glauber Rocha e Rogério Sganzerla.
Em todos seus filmes, com exceção de Encarnação do Demônio, José Mojica Marins teve sua voz dublada. Na década de 1960, diversos filmes brasileiros necessitavam ser dublados, pela pouca nitidez de som nas externas e pela opção de realçar uma melhor interpretação. Algumas vezes, o próprio ator dublava seu personagem, mas por vezes era escolhido um profissional qualificado para um melhor desempenho. Na Odil Fono Brasil, mostraram vários filmes a Mojica, para que escolhesse um dublador para Zé do Caixão. O cineasta ficou particularmente impressionado com a voz usada para dublar o ator italiano Mario Carotenuto: a voz de Laercio Laurelli. Laurelli fez a voz de Zé do Caixão em À Meia-Noite Levarei Sua Alma, Esta Noite Encarnarei no Teu Cadáver e O Estranho Mundo de Zé do Caixão; enquanto O Ritual dos Sádicos, Finis Hominis e Quando os Deuses Adormecem foram dublados por Araken Saldanha, na AIC. Exorcismo Negro e Delírios de um Anormal tiveram a voz de João Paulo Ramalho, também na AIC.
Mojica teve uma longa carreira como cineasta e apresentador de televisão, onde quase sempre aparecia caracterizado como Zé do Caixão. O figurino, composto por cartola, capa preta e por suas icônicas unhas alongadas, também o acompanhava em boa parte de suas aparições públicas em eventos, festivais e outras atividades culturais, no Brasil e no exterior. Após certo período de ostracismo a partir da segunda metade da década de 1980, quando passou a dirigir filmes com cada vez menos frequência, teve seu cinema redescoberto por jovens cineastas brasileiros interessados no horror, como Paulo Sacramento e Dennison Ramalho (que trabalharam em Encarnação do Demônio). Ao lado de Rodrigo Aragão e Petter Baiestorf, outros dois diretores que também o citam enquanto influência, Mojica dirigiu um segmento do filme episódico As Fábulas Negras, lançado em 2015. No mesmo ano, assinou a direção de um capítulo do filme antologia Memórias da Boca. Foram seus último trabalhos como diretor.
Após passar seus últimos anos de vida lidando com diversos problemas de saúde, Mojica faleceu no dia 19 de fevereiro de 2020, após uma internação de quase um mês para tratar de uma broncopneumonia. Seu velório aconteceu em cerimônia aberta no Museu da Imagem e Som de São Paulo.
Um ano após o falecimento de Mojica, foi lançado seu último filme inédito, A Praga, projeto rodado em Super 8 cujos originais incompletos haviam sido perdidos na década de 1980. Reencontrado já no século XXI, numa lata de lixo, o filme foi completado e lançado em 2021 pelo montador e cineasta Eugenio Puppo, com direito a filmagens adicionais do próprio Mojica gravadas em 2007, em uma tentativa anterior de finalização do projeto. A Praga circulou por festivais de cinema em todo o mundo e estreou em circuito comercial, em uma última homenagem a Mojica.

## Biografia

### Início
Nascido em uma fazenda pertencente à fábrica de cigarros Caruso, no bairro da Vila Mariana, em São Paulo, era filho de Antônio André Marin e Carmen Mojica Imperial, ambos filhos de imigrantes espanhóis.
Ainda criança, passava horas lendo gibis, assistindo a filmes na sala de projeção do Cinema em que seu pai trabalhava, brincava de teatro de bonecos e montava peças com fantasias feitas de papelão e tecido. Quando tinha três anos, a família de Mojica veio a se mudar para os fundos de um cinema na Vila Anastácio. O pai de Mojica passou a ser gerente do cinema.
Depois que ganhou uma Câmera V-8, aos doze anos, não mais parou de fazer cinema, essa era a sua vida. Muitos de seus filmes artesanais feitos nessa época eram exibidos em cidades pequenas, cobrindo assim os custos de produção. Autodidata, montou uma escola de interpretação para amigos e vizinhos e quando tinha 17 anos, depois de vários filmes amadores, fundou com ajuda de amigos, a Companhia Cinematográfica Atlas. Especializado em terror escatológico, criou uma escola de atores (1956), onde na década seguinte, montaria uma sinagoga (1964), no bairro do Brás, onde fazia experiências com atores amadores, usando insetos para medir sua coragem.

### Anos 1950
Começo da carreira profissional

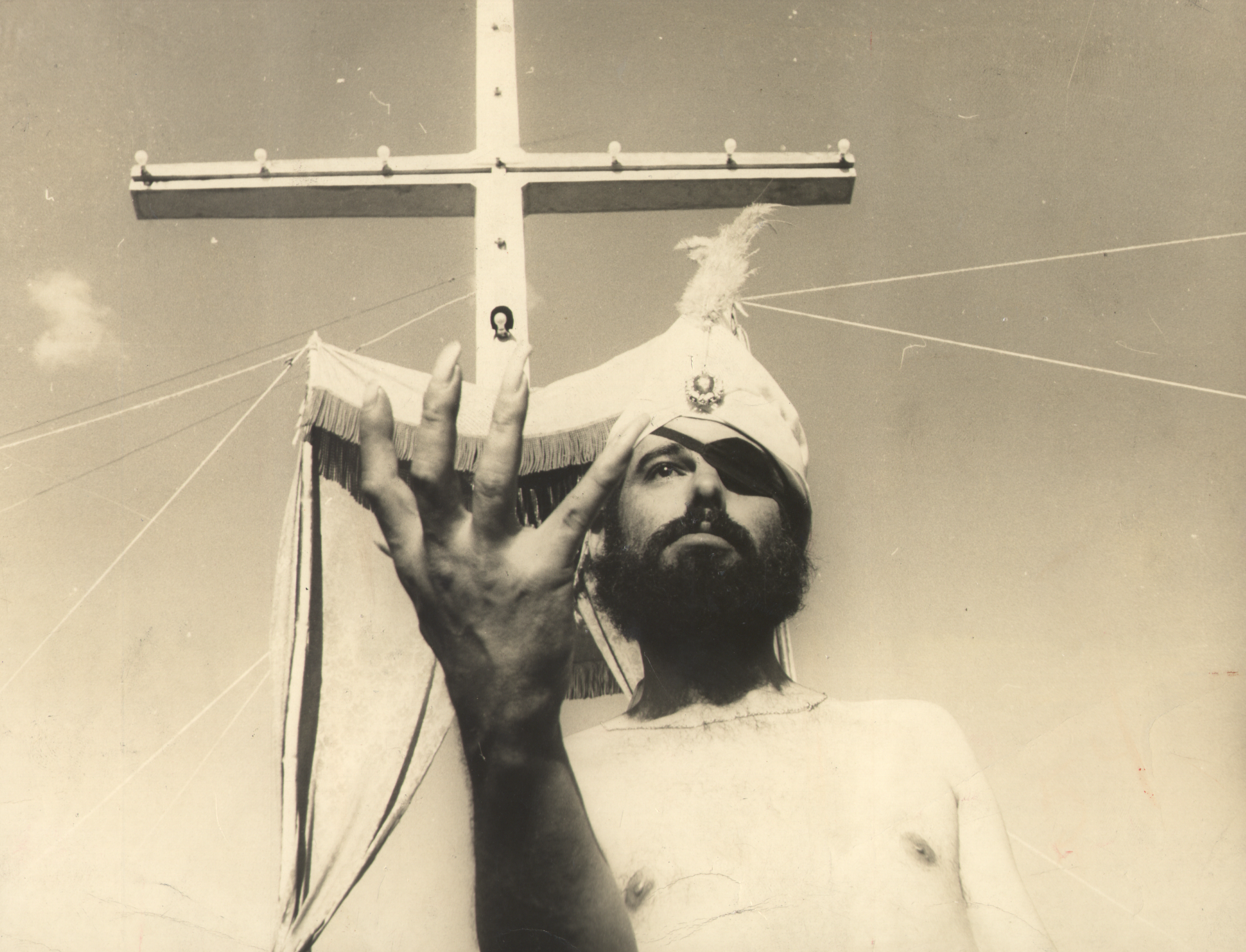
José Mojica Marins em o Profeta da Fome (1971)

Depois da fundação de sua escola, a carreira profissional de Mojica Marins passou a ficar cada mais próxima. Mojica Marins tentou realizar o filme Sentença de Deus por três vezes e o filme acabou como inacabado. Semiprofissional, o filme Sentença de Deus é experimental no sentido mais genuíno e revela os primeiros passos de José Mojica Marins na arte do cinema.
Em 1958, veio a ser concluído A Sina do Aventureiro, em lente 75 mm, com apenas duas pessoas que não eram da escola de atores de Mojica Marins, mas que depois vieram a ter aulas, Ruth Ferreira e a Shirley Alvez. A Sina do Aventureiro é um faroeste caboclo (ou "western feijoada", na definição do pesquisador Rodrigo Pereira), vertente prolífica, mas desprezada pela historiografia clássica do cinema brasileiro. Insere-se, portanto, na tradição mais ampla dos filmes rurais de aventura, território que compreende nomes tão heterogêneos quanto significativos como E. C. Kerrigan, Amilar Alves, Luiz de Barros, Humberto Mauro, Eurides Ramos, Antoninho Hossri, Victor Lima Barreto, Carlos Coimbra, Wilson Silva, Osvaldo de Oliveira, Reynaldo Paes de Barros, Edward Freund, Ozualdo Candeias, Tony Vieira e Rubens Prado.
Para lançar o filme A Sina do Aventureiro, Mojica Marins contou com a ajuda dos irmãos Valancy, que eram proprietários do Cine Coral, em São Paulo, aonde o filme permaneceu em cartaz por muito tempo. O realizador do filme, Mojica Marins explicou, posteriormente, como foi o sucesso do filme.
"Para fazer sucesso, eu usei um estratagema, porque já era difícil você entrar uma semana, e ficar três semanas em cartaz num cinema era mais difícil ainda. O que eu fiz? Eu pegava os meus alunos, numa época em que os cinemas tinham fila, e dividia um grupo de alunos numa fila, outro grupo em outra e mais outra. Todos eram atores, né? Então ficavam todos no meio da fila e diziam: "Pô, a gente perdendo tempo nessa fila, passando uma fita tão boa no Cine Coral!". Com isso, eles saíam de lá e levavam o pessoal da fila. E ia todo mundo para o Cine Coral. A fita foi muito bem nas capitais. Estourou em Salvador, em Porto Alegre. Porque ela tem uma miscelânea de Nordeste, de roupa nordestina com roupa gaúcha, com roupa americana. Eu misturo tudo, tem uma miscelânea. No final, tem uma curiosidade: a fita realmente agradou, só não agradou aos padres. Aí eu tive uma desavença com os padres que me acompanharia a vida toda".Original (em português brasileiro): Portal Brasileiro de Cinema—  José Mojica Marins (em português brasileiro)
Depois de aceitar a proposta de Augusto de Cervantes, de fazer um filme que agradasse aos padres, Mojica Marins criou a história de Meu Destino em Tuas Mãos e procurou Ozualdo Candeias para fazer o roteiro - que não foi creditado. As tragédias familiares são apresentadas pelo cineasta com requintes de maldade, temperados por aquele neo-realismo involuntário das produções sem dinheiro. A direção de Mojica deixou o filme ainda mais cru e violento.
O filme conta o drama de cinco crianças pobres que vivem infelizes com suas respectivas famílias. Cansados de abuso e desprezo, os amigos fogem de casa e saem pelas estradas, acompanhados do violão e da cantoria de Carlito (vivido por Franquito), o mais velho deles. O jovem Franquito, o "garoto da voz de ouro", foi uma aposta para embarcar no estrondoso sucesso de Pablito Calvo, astro-mirim de Marcelino, pão e vinho (1955). Mojica compôs três das dez canções interpretadas por Franquito. Meu destino em tuas mãos foi realizado com o dinheiro da venda dos long plays de Franquito, hoje uma raridade por ser um dos primeiros filmes a ter disco com todas as músicas lançado pela gravadora Copacabana. O filme, apesar de ter agradado os padres, não teve repercussão nenhuma e acabou esquecido.
Algum tempo depois, o produtor Nelson Teixeira Mendes contratou Mojica para ser ator no O diabo de Vila Velha, um bang-bang. Como condição, o Mojica pediu para poder levar o pai, que estava muito doente, para o Paraná, onde o filme ia ser feito. Após muitas discussões com o diretor Ody Fraga, este veio a se afastar e Mojica assumiu a direção filme, aonde demonstrou afinidade com o gênero faroeste, que já havia exercitado em A sina do aventureiro e ao qual voltaria em D’Gajão mata para vingar.

### Anos 1960
A personagem Zé do Caixão
Mojica Marins criou uma personagem popular sem se basear em nenhum mito do horror conhecido mundialmente. "Zé do Caixão", sua personagem mais conhecida, foi criado por ele em 11 de outubro de 1963, após ser atormentado por um pesadelo no qual um vulto o arrastava até seu próprio túmulo. Segundo o próprio José Mojica Marins, o nome Zé do Caixão veio de uma lenda de um ser que viveu há milhões de anos no planeta terra que se transformou em luz e depois de anos esta luz voltou a terra. A primeira aparição da personagem foi no filme À Meia-Noite Levarei Sua Alma (1964). Desde então, ele apareceu em diversos filmes, ganhou popularidade e tem sido retratado em diversas outras mídias.
Embora raramente mencionada nos filmes, o nome verdadeiro Zé do Caixão é Josefel Zanatas. Marins dá uma explicação para o nome em uma entrevista para o Portal Brasileiro de Cinema:
" Eu fui achando um nome: Josefel – "fel" por ser amargo – e achei também o Zanatas legal, porque de trás para frente dava Satanás".Original (em português brasileiro): Portal Brasileiro de Cinema—  José Mojica Marins (em português brasileiro)
Zé do Caixão é uma personagem amoral e niilista que se considera superior aos outros e os exploras para atender seus objetivos. Zé do Caixão é um descrente obsessivo, uma personagem humana, que não crê em Deus ou no diabo. O cruel e sádico agente funerário Zé do Caixão é temido e odiado pelos habitantes da cidade onde mora. O tema principal da saga da personagem é sua obsessão pela continuidade do sangue: ele quer ser o pai da criança superior a partir da "mulher perfeita". Sua ideia de uma mulher "perfeita" não é exatamente físico, mas alguém que ele considera intelectualmente superior à média, e nessa busca ele está disposto a matar quem cruza seu caminho.
Quanto à concepção visual do Zé do Caixão fica evidente a inspiração da personagem clássica Drácula (interpretada por Bela Lugosi na versão da década de 30, dos estúdios Universal). Entretanto, Mojica acrescentou aos trajes negros e elegantes da personagem características psicológicas profundas e enraizadas nas tradições brasileiras. Além disso, as unhas grandes foram claramente inspiradas na personagem-título de Nosferatu, Eine Symphonie des Grauens.
Seus filmes foram censurados pela ditadura militar brasileira, considerando os filmes amorais e subversivos.
Mojica Marins afirma que a ideia da personagem surgiu em um sonho:

"Certa noite, ao chegar em casa bem cansado, fui jantar. Em seguida, estava meio sonolento, entre dormindo e acordado, e foi aí que tudo aconteceu: vi num sonho um vulto me arrastando para um cemitério. Logo ele me deixou em frente a uma lápide, lá havia duas datas, a do meu nascimento e a da minha morte. As pessoas em casa ficaram bastante assustadas, chamaram até um pai-de-santo por achar que eu estava com o diabo no corpo. Acordei aos berros, e naquele momento decidi que faria um filme diferente de tudo que já havia realizado. Estava nascendo naquele momento a personagem que se tornaria uma lenda: Zé do Caixão. A personagem começava a tomar forma na minha mente e na minha vida. O cemitério me deu o nome; completavam a indumentária do Zé a capa preta da macumba e a cartola, que era o símbolo de uma marca de cigarros clássicos. Ele seria um agente funerário."Original (em português brasileiro): Portal Brasileiro de Cinema—  José Mojica Marins (em português brasileiro)
Futuramente, José Mojica Marins definiria melhor a origem de seu personagem:
"Josefel Zanatas nasceu em berço de ouro, seus pais tinham uma rede de agências funerárias, fato que fez com que Josefel fosse uma criança muito sozinha, pois seus colegas os discriminaram por causa da profissão de seus pais.

Na escola era um ótimo aluno e, como não tinha amigos, fez dos livros seus grandes companheiros. Foi na escola que conheceu Sara, uma menina muito bonita e de boa família. Logo se tornaram grandes amigos, não se separavam por nada. Cresceram juntos e com o passar do tempo a amizade se transformou em amor. Decidiram que iriam se casar e mudar para uma cidade maior onde teriam mais chances de crescer na vida. Sara queria se casar fora do país, então tanto os pais de Sara quanto de Josefel resolveram viajar antes para começarem os preparativos para cerimônia.
Durante o voo, uma tragédia acontece: o avião com os pais de Sara e Josefel sofre um acidente e não há sobreviventes. Por causa do luto eles decidem adiar o casamento. Em decorrência da II Guerra Mundial, em agosto de 1943, cria-se a Força Expedicionária Brasileira (FEB). Somente vinte e oito mil pessoas se alistaram, Josefel era um deles e em conversa com Sara decidem juntos que só casariam quando ele voltasse da guerra.
E assim, na noite de 30 de junho, Josefel parte para a Itália. Durante o tempo que ficou lá, Josefel sofreu muito, e as saudades de Sara foram aumentando depois que ele parou de receber cartas dela. Depois que Josefel partiu para a Guerra, Sara continuou cuidando da funerária. Sempre escrevia para ele, mas depois de muitas cartas sem resposta, acabou concluindo que ele deveria estar morto. Como a vida não estava fácil, Sara aceitou o convite que havia recebido do prefeito e se casou com ele.
No dia 18 de julho de 1945, Josefel desembarca na estação de sua cidade e percebe que a cidade está vazia e sua casa fechada. Desesperado para encontrar Sara, decide perguntar a um bêbado onde estavam todos. O bêbado informa que a cidade inteira estava na casa do prefeito, pois havia uma festa para comemorar a volta dos "Pracinhas". Chegando na festa ele encontra Sara sentada no colo do prefeito e, antes que ela pudesse se explicar, ele saca o revólver e mata os dois.  Josefel não é condenado pelo crime pois foi alegado que ele estava traumatizado pela guerra. Para ele não importava ser preso ou não, ele havia perdido Sara e com ela perderia também o sentimento chamado amor.

Josefel, que até então era um homem doce e bondoso, se torna uma pessoa amarga e sem sentimentos. Passa então a aterrorizar os moradores da cidade e logo recebe o apelido de Zé do Caixão. Zé do Caixão é um homem sem crenças, não acredita em Deus nem no Diabo, só acredita nele mesmo, acha que é o único que pode fazer justiça. Seu objetivo é encontrar uma mulher que compartilhe seus pensamentos e juntos tenham um filho, que possa dar continuidade à sua espécie, que ele acredita ser superior. Para Zé do Caixão, as crianças são os únicos seres puros, sem maldade no coração. Em busca pela mulher superior, ele passa por cima de todos aqueles que atrapalharem seus planos, não tem dó nem piedade e mata se for preciso".Original (em português brasileiro): Site Oficial do Zé do Caixão—  José Mojica Marins (em português brasileiro)
À Meia Noite Levarei Sua Alma
Por falta de um ator, pois não havia nenhum que se submetesse à caracterização da personagem, o autor transformou-se em Zé do Caixão. Mojica, na época, estava de barba, por causa de uma promessa de família. Com o tempo o nome da personagem passou a confundir-se com o do próprio autor e lhe trouxe praticamente toda sua fama. Com dificuldade, pois os atores não confiavam nem acreditam em Mojica, ele realizou as filmagens de À Meia Noite Levarei Sua Alma, com apenas atores de sua escola de teatro.
O filme marca a maturidade de José Mojica Marins como diretor, que se relaciona perfeitamente com o domínio da linguagem cinematográfica. Em À meia-noite levarei sua alma há todo um requintado trabalho de construção de espaços diferenciados para Zé do Caixão, e esse é o modo como o filme logra distinguir este personagem dos outros.
Após a etapa de montagem com Luiz Elias, Mojica Marins iria atrás do distribuidor da Bahia que havia levado A Sina do Aventureiro e que estava em São Paulo e havia ido à Boca do Lixo. Após assistir o filme montado, o distribuidor passou a divulgar o filme que já era tido como um grande sucesso. Na mesma época, Mojica Marins relançou A Sina do Aventureiro e teve um retorno lucrativo grande. Ele havia feito amizade como um cineasta cubano que realizava filmes pornográficos e pediu a Mojica que acrescentasse mais dez minutos de cenas mais fortes - onde Mojica colocou algumas cenas de nudez de algumas moças.
O filme foi vendido por cerca de 20% do que havia sido gasto.

### Dificuldades, auge, decadência e retorno

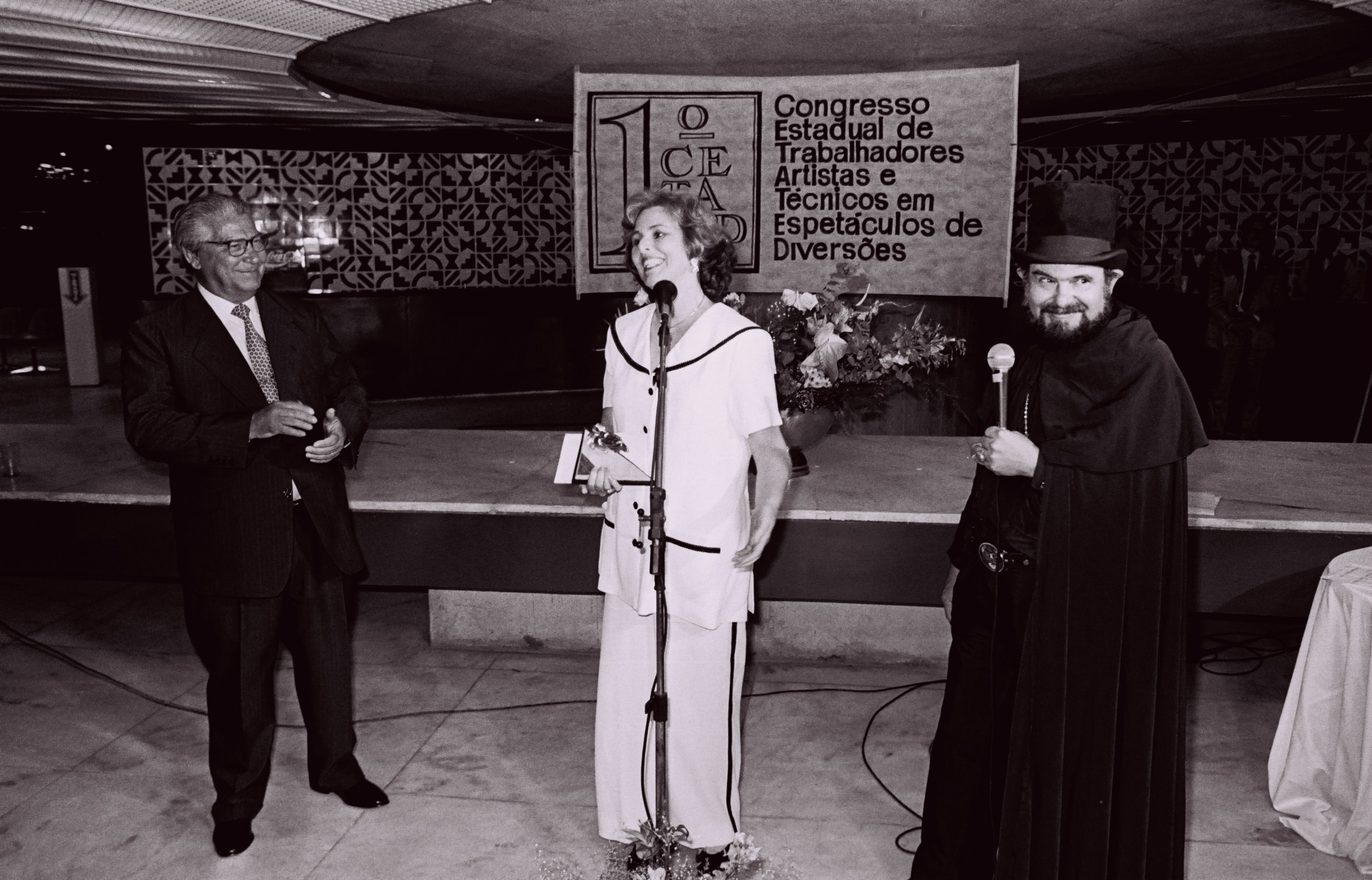
O governador Mário Covas e Zé do Caixão entregam os prêmios da primeira edição do Troféu Aplauso, 1995.

Apresentou, na década de 1990, o programa Cine Trash, que obteve alta audiência e as apresentações macabras de Zé do Caixão se tornaram um marco na televisão, o programa foi exibido na Rede Bandeirantes.
Mojica teve seus títulos lançados na Europa e nos Estados Unidos, onde participou de mostras, festivais e recebeu prêmios. No Brasil, Mojica não conseguiu o mesmo sucesso e reconhecimento. Existem poucos títulos de seus filmes disponíveis no mercado, o que tornou sua obra pouco conhecida. Sua participação na mídia se dá quase sempre de maneira cômica, fato que teve que abraçar por necessidades financeiras.
Em 2001, André Barcinski dirigiu um documentário sobre Mojica, Maldito, vencedor do  Prêmio do Júri do Festival de Sundance (EUA) e do Prêmio do Público do Festival É Tudo Verdade (São Paulo).
José Mojica teve um programa de entrevistas chamado O Estranho Mundo de Zé do Caixão, no Canal Brasil. José Mojica também é pai de 7 filhos: Derian Mataran Marins, Crounel Marins, Mariliz Marins, Merisol Marins, Nilcemar Marins, Rosemar Marins e Denílson Porto; avô de 12 netos: Arinã, Miron ,Caio , Andrey, Gabriel, Pedro, Sara, Juan, Eduardo, Kaline, Felipe, e a pequena Carmem; e bisavô da pequena Catherine.
No desenho Fudêncio e Seus Amigos, exibido pela MTV Brasil, de 2005 a 2011, os personagens frequentam a fictícia "Escola Estadual José Mojica Marins".
Em 2009 interpretou um personagem diferente no longa-metragem de Cesar Nero, em vez de Zé do Caixão, o nome de seu personagem era Dark Morton, porém o visual da personagem era o mesmo de Zé do Caixão, com a tradicional cartola e capa preta.
No Carnaval Carioca de 2011, foi homenageado e participou do Desfile da Escola Unidos da Tijuca, Vice-Campeã.
Em 2012, prefaciou o livro 3355 Situações Que Você Deve Saber Para Não Morrer Como Nos Filmes de Terror, do escritor Gerson Couto.
Em 2013, aparece na capa do disco Expulsos do Purgatório , curiosamente ano 13, da lendária banda punk Excomungados e nos encartes juntamente com os integrantes, sendo que o vocalista Pekinez Garcia, toca nu inspirado na personagem principal do filme Finis Hominis.
Em 2014, José Mojica ficou por quase um mês internado no Incor, em São Paulo, onde passou por um cateterismo cardíaco planejado e desobstrução de uma artéria que estava com bloqueio. Na ocasião, ele foi submetido a uma angioplastia, procedimento para desobstruir vasos entupidos, e colocou três stents, tubo inserido para normalizar a passagem de sangue dentro da artéria. Por conta disso, o intérprete de Zé do Caixão passou a fazer diálises (filtragem do sangue) três por semana.
Em 2015, o canal por assinatura Space fez uma minissérie biográfica sobre Mojica intitulada Zé do Caixão, com o cineasta interpretado por Matheus Nachtergaele. Em 2019 apareceu em uma homenagem no Domingo Show, onde mostrou-se muito debilitado, apresentando um suposto quadro de Alzheimer.

## Morte
José Mojica Marins faleceu em São Paulo aos 83 anos em 19 de fevereiro de 2020 vítima de uma broncopneumonia. Sua morte foi confirmada pela filha, a atriz Liz Marins. O cineasta estava internado desde o dia 25 de janeiro para tratar de problemas pulmonares.

## Filmografia

### Como diretor
| Ano  | Título                                            |
| ---- | ------------------------------------------------- |
| 1946 | Beijos a Granel                                   |
| 1947 | Sonhos de Vagabundo                               |
| 1948 | A Voz do Coveiro                                  |
| 1955 | Sentença de Deus (inacabado)                      |
| 1958 | A Sina do Aventureiro                             |
| 1962 | Meu Destino em Tuas Mãos                          |
| 1964 | À Meia-Noite Levarei Sua Alma                     |
| 1966 | O Diabo de Vila Velha                             |
| 1967 | Esta Noite Encarnarei no Teu Cadáver              |
| 1968 | O Estranho Mundo de Zé do Caixão                  |
| 1968 | Trilogia de Terror                                |
| 1969 | O Despertar da Besta                              |
| 1971 | Finis Hominis                                     |
| 1972 | Dgajão Mata para Vingar                           |
| 1972 | Quando os Deuses Adormecem                        |
| 1972 | Sexo e Sangue na Trilha do Tesouro                |
| 1974 | A Virgem e o Machão                               |
| 1974 | Exorcismo Negro                                   |
| 1975 | O Fracasso de Um Homem nas Duas Noites de Núpcias |
| 1976 | Como Consolar Viúvas                              |
| 1976 | Inferno Carnal                                    |
| 1976 | Mulheres do Sexo Violento                         |
| 1977 | A Mulher Que Põe a Pomba no Ar                    |
| 1977 | Delírios de um Anormal                            |
| 1977 | A Estranha Hospedaria dos Prazeres                |
| 1978 | Mundo-Mercado do Sexo                             |
| 1978 | Perversão                                         |
| 1980 | A Praga                                           |
| 1981 | A Encarnação do Demônio                           |
| 1983 | Horas Fatais - Cabeças Cortadas (Horas Fatais)    |
| 1984 | A Quinta Dimensão do Sexo                         |
| 1985 | 24 Horas de Sexo Explícito                        |
| 1986 | Dr. Frank na Clínica das Taras                    |
| 1987 | 48 Horas de Sexo Alucinante                       |
| 1994 | Demônios e Maravilhas                             |
| 1996 | Adolescência em Transe                            |
| 2004 | Fim (curta metragem)                              |
| 2008 | Encarnação do Demônio                             |
| 2015 | As Fábulas Negras - segmento O Saci               |

### Como ator
| Ano  | Título                                                         |
| ---- | -------------------------------------------------------------- |
| 1960 | Éramos Irmãos (de Renato Ferreira)                             |
| 1966 | O Diabo de Vila Velha (Armando de Miranda e Ody Fraga)         |
| 1969 | O Cangaceiro Sem Deus (de Oswaldo De Oliveira)                 |
| 1970 | O Profeta da Fome (de Maurice Capovila)                        |
| 1976 | A Estranha Hospedaria dos Prazeres (Marcelo Motta)             |
| 1977 | O Abismo (de Rogério Sganzerla)                                |
| 1977 | O Vampiro da Cinemateca (de Jairo Ferreira)                    |
| 1978 | A Deusa de Mármore (de Rosângela Maldonado)                    |
| 1980 | Chapeuzinho Vermelho (de Marcelo Motta)                        |
| 1982 | O Segredo da Múmia (de Ivan Cardoso)                           |
| 1984 | Padre Pedro e a Revolta das Crianças (de Francisco Cavalcanti) |
| 1985 | O Filho do Sexo Explícito (de Francisco Cavalcanti)            |
| 1986 | A Hora do Medo (de Francisco Cavalcanti)                       |
| 1987 | As Belas da Billings (de Ozualdo Ribeiro Candeias)             |
| 1987 | Horas Fatais (de Francisco Cavalcanti e Clery Cunha)           |
| 1989 | Dama de Paus (de Mário Vaz Filho)                              |
| 1990 | O Gato de Botas Extraterrestre (de Wilson Rodrigues)           |
| 1996 | Babu e a Vingança Maldita (de Cesar Nero)                      |
| 1997 | Ed Mort (de Alain Fresnot)                                     |
| 1997 | A Filha do Pavor (de Andréa Pasquini)                          |
| 2001 | Dr. Bartolomeu e a Clínica do Sexo (de Mário Lima e Tom Camps) |
| 2001 | Tortura Selvagem - A Grade (de Afonso Brazza)                  |
| 2004 | Um Show de Verão (de Moacyr Góes)                              |
| 2004 | Lâmia, Vampiro! (de Rubens Mello)                              |
| 2005 | A Marca do Terrir (de Ivan Cardoso)                            |
| 2009 | A Cruz e o Pentagrama (de Cesar Nero)                          |
| 2013 | Carniçal (de Rubens Mello)                                     |
| 2013 | Mal Passado (Julio Wong )                                      |
| 2015 | As Fábulas Negras - segmento O Saci (de Rodrigo Aragão)        |

## Principais Prêmios e Indicações
À Meia-Noite Levarei Sua Alma
- Prêmio Especial no Festival Internacional de Cine Fantástico y de Terror Sitges (Espanha), em 1973;
- Prêmio L’Ecran Fantastique para originalidade, em 1974;
- Prêmio Tiers Monde da imprensa mundial, na III Convention du Cinéma Fantastique (França), em 1974.

Ritual dos Sádicos (O Despertar da Besta)
- Melhor ator (José Mojica Marins) e Melhor Roteiro (Rubens Lucchetti), no Rio-Cine Festival, em 1986.

Encarnação do Demônio
- Troféu Menina de Ouro de Melhor filme de ficção por júri oficial e crítica, Melhor fotografia (José Roberto Eliezer), Melhor montagem (Paulo Sacramento), Melhor edição de som (Ricardo Reis), Melhor direção de arte (Cássio Amarante) e  Melhor trilha sonora (André Abujamra e Marcio Nigro) no 1º Festival Paulínia de Cinema, em 2008;
- Melhor Diretor de Cinema (José Mojica Marins), no 2º Prêmio Quem de Cinema, 2008;
- Melhor Direção de Arte (Cassio Amarante) e Prêmio Especial de Atuação pelo Conjunto da Obra, no Prêmio de Cinema do Paraná, 2008;
- Indicação a Melhor Direção de Arte (Cassio Amarante) e Efeitos Especiais (Kapel Furman, Rogério Marinho, Robson Sartori), no Grande Prêmio Vivo do Cinema Brasileiro, 2008;
- Melhor Melhor Ator (José Mojica Marins) e Melhor Direção de Arte (Cassio Amarante), tendo sido indicado a Melhor Direção (José Mojica Marins), Melhor Roteiro (Dennison Ramalho e José Moijica Marins), Melhor Atriz (Cléo de Paris), Melhor Ator Coadjuvante (Jece Valadão), Melhor Atriz Coadjuvante (Helena Ignez) e Melhor Trilha Sonora (André Abujamra e Marcio Nigro), no V Prêmio FIESP/SESI-SP de Cinema Paulista, em 2009;
- Prêmio de Melhor Fotografia (José Roberto Eliezer) e indicado a Melhor Filme, no Prêmio Contigo de Cinema;
- Segundo lugar no Fant-Asia Film Festival, na categoria de Melhor Filme Internacional, em 2009;
- Prêmio do Júri Carnet Jove do Sitges - Catalonian International Film Festival, em 2008.

Outros
- Prêmio Fantasporto por Carreira e Conjunto da Obra, em 2000.